# Joseph Oubelkas
Joseph Oubelkas (Raamsdonksveer, 10 september 1980) is een Nederlandse auteur en spreker. Hij werd bekend door zijn boek 400 brieven van mijn moeder, dat gebaseerd is op zijn waargebeurde verhaal.

## Biografie
Joseph Oubelkas wordt op 10 september 1980 geboren in het Noord-Brabantse Raamsdonksveer. Zijn moeder is Nederlandse, zijn vader is van Marokkaanse afkomst (geboren in Marrakesh). Oubelkas volgt de opleiding Hogere Informatica in Breda en studeert in 2001 af als IT-ingenieur. Twee jaar later start hij zijn eigen IT-bedrijf. Een van zijn opdrachtgevers is een Nederlandse AGF-groothandel, waarvoor hij regelmatig op zakenreis naar Marokko gaat. Op een van deze zakenreizen, in 2004, wordt Oubelkas in Berkane aangehouden voor vermeende smokkel van bijna 8.000 kg hasj. Ondanks gebrek aan bewijs wordt Oubelkas veroordeeld tot tien jaar cel. De Nederlandse overheid stelt met een onafhankelijke vertrouwensadvocaat dat Oubelkas onschuldig is, maar mag zich verder niet mengen in de rechtsgang. 
Na vierenhalf jaar komt Oubelkas in 2009 vrij middels de WOTS-regeling. Hij besluit de verhalen van zijn tijd in de Marokkaanse gevangenissen en de vele brieven van zijn moeder te verwoorden in een romanachtige setting. In 2011 verschijnt zijn eerste boek, 400 brieven van mijn moeder. Oubelkas wordt naar aanleiding van zijn verhaal uitgenodigd voor diverse radio- en tv-programma's, zoals bij Pauw & Witteman en Koffietijd met Stedman Graham. Daarnaast wordt hij geïnterviewd door kranten en tijdschriften. Inmiddels is zijn debuut toe aan de 26e druk. Drie jaar later verschijnt zijn tweede boek (10e druk). In 2014 wordt Gezondheid, Liefde, Vrijheid uitgegeven, over hoe hij zijn thuiskomst na zijn tijd in de Marokkaanse gevangenis heeft beleefd.
Oubelkas werkt tegenwoordig als fulltime spreker en schrijver en woont samen met zijn vriendin.